# 152 mm haubica wz. 1909
152 mm forteczna haubica wz. 1909 (ros. 152-мм крепостная гаубица образца 1909 года) – rosyjska haubica opracowana w 1909 przez francuską firmę Schneider, używana przez armię carską podczas I wojny światowej.
Duża ich liczba została przejęta przez Armię Czerwoną. Poczynając od 1930 roku, Związek Radziecki przeprowadził modernizację posiadanych haubic, które otrzymały oznaczenie wz. 1909/30. 
Produkcję tego działa kontynuowano do 1940, gdy zastąpiła je 152 mm haubica wz. 1938 (M-10). W momencie ataku Niemiec 22 czerwca 1941 roku  Armia Czerwona miała na stanie 2611 tych dział i stanowiły one większość haubic w artylerii korpuśnej i armijnej. Haubice tego typu służyły przez cały okres 1941-1945, w znaczącej proporcji gdyż produkcja haubic M-10 została przerwana w 1941, a haubice D-1 pojawiły się w znaczniejszych ilościach dopiero w 1944.
W armii rosyjskiej służyła również podobna w osiągach 152 mm haubica wz. 1910 również zaprojektowana przez francuską firmę Schneider, również zmodernizowana w latach 30. i używana w II wojnie światowej pod oznaczeniem wz. 1910/37.